# ماريان هوكلاند
ماريان هوكلاند (بالنرويجية البوكمول: Marianne Haukland)‏ (من مواليد 1 يناير 1989) سياسية نرويجية.
تم انتخابها نائبة ممثلة لحزب المحافظين عن فينمارك في برلمان النرويج للفترة 2017-2021. حلت محل فرانك باك - جنسن في البرلمان ابتداءًا من أكتوبر 2017،  بعدما كان باك - جنسن وزيرًا للشؤون الاقتصادية الأوروبية والاتحاد الأوروبي.  هوكلاند هي عضوة في اللجنة الدائمة للشؤون الأسرية والثقافية في البرلمان النرويجي.
تنحدر هوكلاند من آلتا، وقد درست العلوم السياسية في جامعة ترومسو.